# Katie Taylor
Katie Taylor (Bray, 2 juli 1986) is een Iers bokser en voormalig voetbalinternational. Als bokser komt ze uit in het lichtgewicht en is ze olympisch kampioen, vijfvoudig wereldkampioen en zesvoudig Europees kampioen. Sinds november 2016 is ze professioneel bokser.
Als voetballer was ze middenvelder en in 2011 nam ze driemaal deel aan wedstrijden van het Ierse nationale vrouwenelftal.
Op de Olympische Zomerspelen van 2012 en 2016 nam ze voor Ierland deel aan het onderdeel boksen. In 2012 won ze daarbij de gouden medaille door de Russische Sofia Otsjigava te verslaan.
In 2014 werd ze Europees kampioen in de lichtgewicht-klasse.